# Arquitetura gótica na Inglaterra

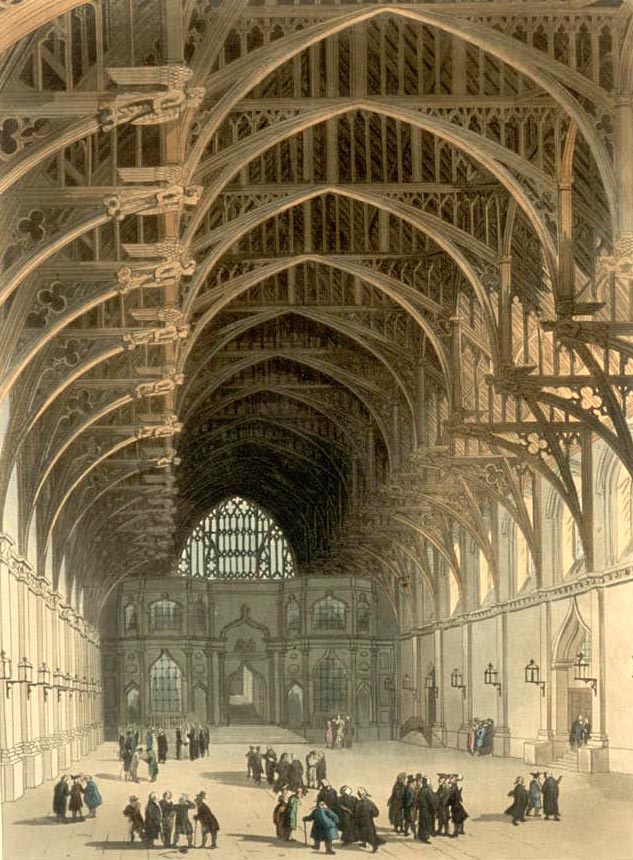
Westminster Hall e seu telhado hammerbeam, retratado no início do século XIX.

Gótico inglês é o estilo arquitetônico que floresceu na Inglaterra, aproximadamente entre 1180 e 1520.
Como a arquitetura gótica de outras partes da Europa, o Gótico inglês é definido por seus arcos, telhados abóbadas, contrafortes, grandes janelas, e pináculos. O estilo gótico foi introduzido pela França, onde os vários elementos foram primeiramente utilizados em conjunto dentro de um único edifício no coro da Basílica de Saint-Denis, ao norte de Paris, construída pelo Abade Suger e inaugurada em 11 de junho de 1144. Os primeiros prédios em larga escala da arquitetura gótica na Inglaterra, foram a Catedral de Canterbury e a Abadia de Westminster. Muitas características da arquitetura gótica tinham evoluído naturalmente da arquitetura românica (muitas vezes conhecida na Inglaterra como arquitetura normanda). Esta evolução pode ser vista mais particularmente na Catedral de Durham, que tem as primeiras pontas de nervuras conhecidas na alta abóbada.
Gótico inglês desenvolveu ao longo de linhas às vezes paralela e por vezes, divergentes da Europa continental. Historiadores tradicionalmente dividem o gótico inglês em períodos diferentes, que podem ser subdivididos em estilos definidos com precisão. Arquitetura gótica continuou a florescer na Inglaterra cem anos após os preceitos da arquitetura renascentista serem formalizados em Florença no início do século XV. O estilo gótico abriu caminho para o Renascimento nos últimos séculos XVI e XVII, mas foi retomado no final do século XVIII como um estilo acadêmico e tinha grande popularidade com o Neogótico ao longo de todo o século XIX.
Muitas das maiores e mais belas obras da arquitetura inglesa, nomeadamente as catedrais medievais da Inglaterra são, em grande parte, construídas em estilo gótico. Assim também são os castelos, palácios, mansões, universidades, e pequenos edifícios seculares, incluindo asilos e salas comerciais. Outro grupo importante de edifícios góticos na Inglaterra, são as igrejas paroquiais, que, como as catedrais medievais, são muitas vezes anteriores ao estilo normando.

## Termos
A designação dos estilos na arquitetura inglesa gótica, seguem convencionais marcações feitas por Thomas Rickman, que cunhou os termos em sua Attempt to Discriminate the Style of Architecture in England (1812-15). Os historiadores, por vezes, referem-se aos estilos como "períodos", por exemplo, "Período perpendicular", da mesma forma que uma época histórica que pode ser referida como o "período Tudor". Vários estilos são vistos, em sua maioria, totalmente desenvolvidos em catedrais, abadias e colégios. É, no entanto, uma das características distintivas das catedrais da Inglaterra, como a Catedral de Salisbury, mostram uma grande diversidade estilística e tem a construção de datas que variam tipicamente a mais de 400 anos.
- Inglês Inicial (c. 1180-1275)
- Decorativo (c. 1275-1380)
- Perpendicular (c. 1380-1520)

## Gótico inglês inicial

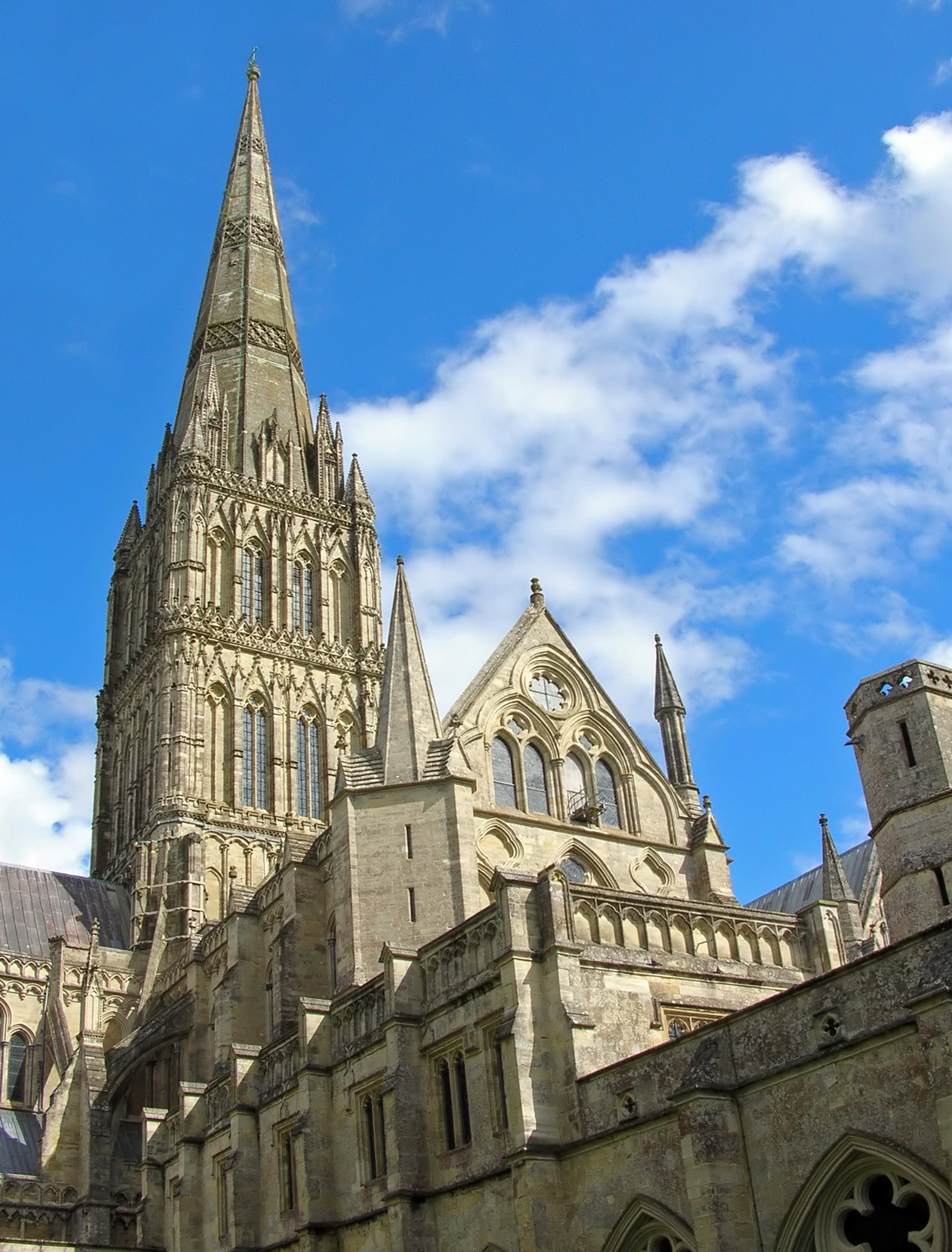
A totalidade da Catedral de Salisbury (excluindo a torre e o espiral) é no estilo inglês inicial. Janelas lancetas são usadas no todo, e a "pura" imagem é sublinhada pela relativa falta de embelezamentos como foi encontrado em edifícios românicos, e menos detalhados rendilhados do que seria mais tarde utilizado.

O início do gótico inglês durou do final do século XII até meados do século XII, de acordo com a maioria dos estudiosos modernos, tais como Nikolaus Pevsner. De acordo com o criador do termo, em 1817, Thomas Rickman, baseou a sua definição de datas nos reinados de certos monarcas inglês.
No final do século XII, o gótico inglês substituiu os estilo românico ou normando (como é mais conhecido na Inglaterra, através de sua associação com a Conquista Normanda). Com todos estes primeiros estilos arquitetônicos, há uma gradual sobreposição entre os períodos. Quando moda mudou, novos elementos eram muitas vezes usados juntamente com os mais velhos, especialmente em grandes edifícios, tais como igrejas e catedrais, que foram construídas (e adicionados a) durante longos períodos de tempo. É comum, portanto, reconhecer uma fase de transição entre o românico e o gótico inglês inicial a partir de meados do século XII.
Apesar de, geralmente, chamado de inglês inicial, este novo estilo gótico tinha se originado na área em torno de Paris antes de se espalhar para a Inglaterra. Lá, ele foi primeiro conhecido como "estilo francês". Foi utilizado pela primeira vez no coro ou "quire" na abadia da igreja de Saint Denis, inaugurada em junho de 1144. Mesmo antes disso, algumas funcionalidades foram incluídas na Catedral de Durham, mostrando uma combinação de estilo românico e proto-gótico.
Por 1175, com a conclusão do Coro na Catedral de Canterbury por William de Sens, o estilo foi firmemente estabelecido na Inglaterra.

### Exemplos notáveis
A arquitetura inglesa inicial tem tipicamente muitas abadias cistercienses (tanto na Grã-Bretanha e França), como a Abadia de Whitby e Abadia de Rievaulx, em Yorkshire. A Catedral de Salisbury, é um excelente exemplo do estilo; porque ela foi construída ao longo de um período relativamente curto (o corpo principal entre 1220 e 1258), e não é misturada com outros estilos (à exceção é sua fachada, e as famosas torre e espiral, que datam do século XIV). Outros bons exemplos são a varanda galeia na Catedral de Ely; a nave e o transepto da Catedral de Wells (1225-1240); a fachada oeste da Catedral de Peterborough; Catedral de Beverley e o transepto sul de York. O estilo também tem sido utilizado em edifícios acadêmicos, tais como a antiga biblioteca do Merton College, Oxford, que constitui uma parte da chamada "Máfia do Quadrilátero."

## Gótico decorativo

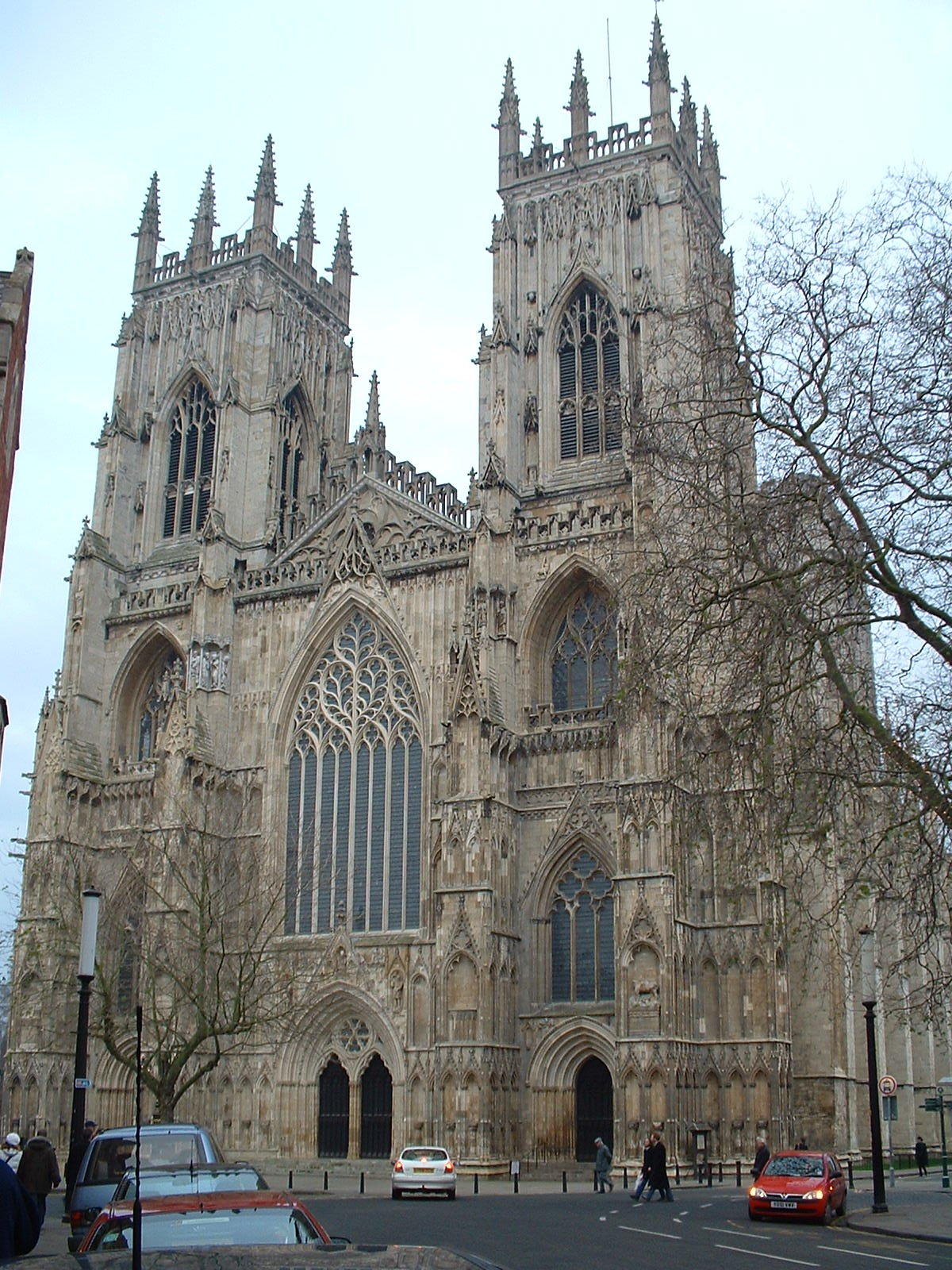
A fachada oeste da Catedral de York (York é um bom exemplo de arquitetura decorada, em particular, a elaboração do traçado na janela principal. Este período viu a escultura detalhada atingir seu pico, com janelas talhadas e capitais, muitas vezes com padrões florais.

Tradicionalmente, este período é dividido em duas partes: o estilo "Geométrico"  (1250-90) e o estilo "Curvilíneo" (1290-1350).

### Elementos do estilo
Arquitetura decorativa é caracterizada pela sua janela rendilhada. Janelas elaboradas são subdivididas por espaçados maineis paralelos (barras verticais de pedra), geralmente até o nível em que o arco superior da janela começa. Os mainéis em seguida ramificar-se a cruz, de intersecção para preencher a parte superior da janela, com uma malha de elaborados padrões chamados rendilhados, normalmente incluindotrifólios e quatrifólios. O estilo geométrico primeiramente seguia o período posterior, devido à omissão dos círculos na janela rendilhada. Este fluxo ou extravagante rendilhado foi introduzido no primeiro trimestre do século XIV e durou cerca de cinqüenta anos. Esta evolução do decorados rendilhados é muitas vezes utilizada para subdividir o período em um anterior "Geométrico" e mais tarde "Curvilíneo".
Interiores deste período, muitas vezes apresentam altas colunas das mais finas e elegantes do que em períodos anteriores. Abóbadas tornaram-se mais elaboradas, com a utilização de aumento no número das colunas, inicialmente estruturais e depois por razões estéticas. Arcos são geralmente equiláteros, e as molduras são mais fortes do que no inglês inicial, com menos profundidade nas cavidades e com o filete largamente utilizado. Os ornamentos de ballflower e quatro-flores tomam o lugar do anterior dog-tooth. A folhagem nos capitais é menos convencional do que no inglês inicial e mais fluída, e os padrões de fralda nas paredes são mais variadas.

### Exemplos notáveis
Exemplos do estilo decorativo podem ser encontrados em muitas igrejas e catedrais britânicas. Principais exemplos são as Catedral de Lincoln, Catedral de Carlisle, Catedral de Iorque e Catedral de Lichfield. Muito da Catedral de Exeter é construída no estilo, como é o cruzamento da Catedral de Ely, (incluindo a famosa octogonal lanterna, construída entre 1322 e 1328 para substituir a torre central caída), três baías oeste do coro e Capela da Senhora. Na Escócia, a Abadia de Melrose foi um bom exemplo, embora muito agora está em ruínas.

## Gótico perpendicular

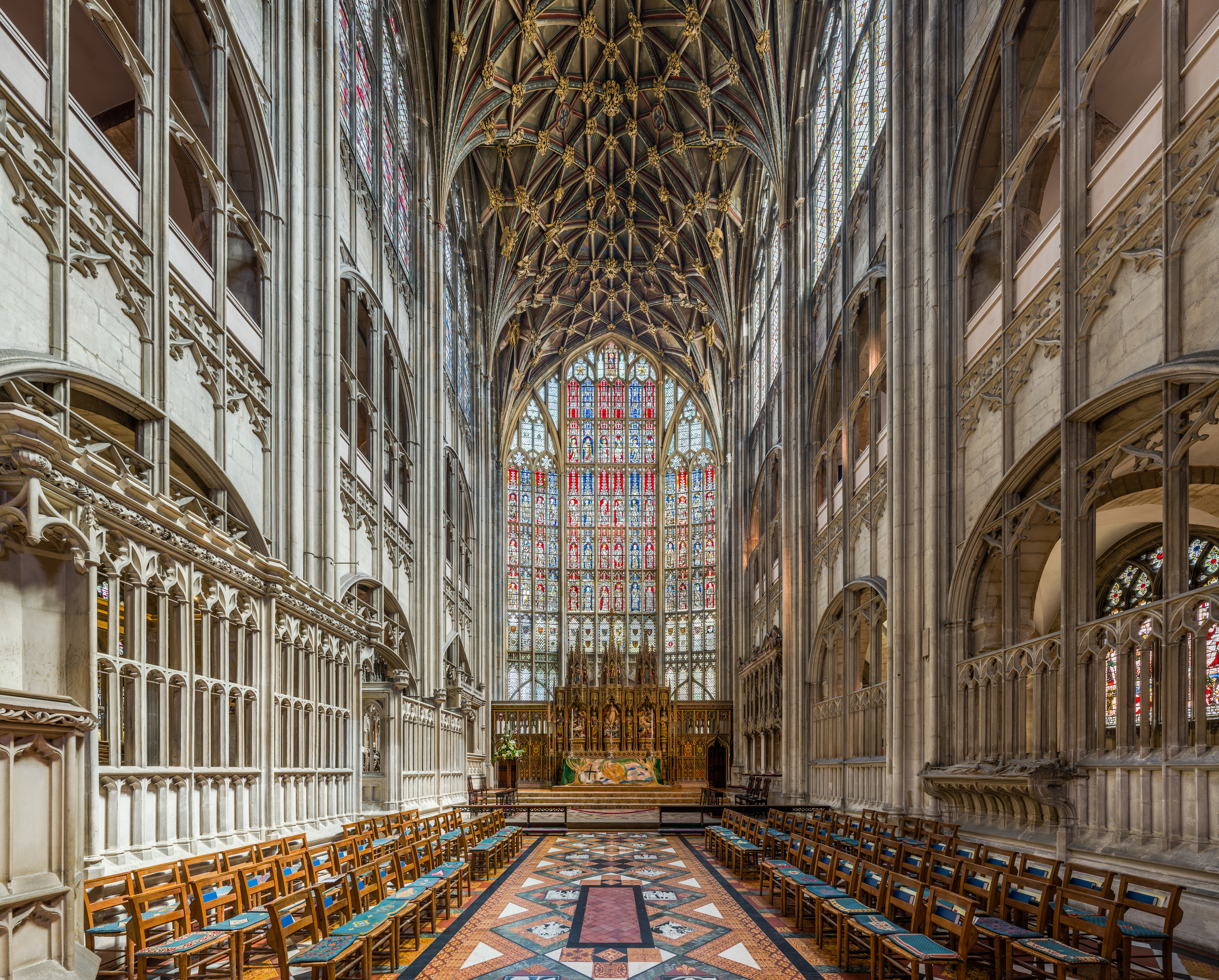
O interior da Catedral de Gloucester transmite uma impressão de uma "gaiola" de pedra e vidro, típico da arquitetura perpendicular. Decorativos elaborados em estilo rendilhado não está mais em evidência, e as linhas em ambas as paredes e janelas tornaram-se mais nítidas e menos extravagante.

O gótico perpendicular (ou simplesmente Perpendicular) é o terceiro período histórico na arquitetura gótica inglesa, e é assim chamado porque é caracterizado por uma ênfase em linhas verticais. Um nome alternativo, Retilíneo, foi sugerido por Edmund Sharpe, e é preferido por alguns como mais preciso, mas nunca foi utilizado de forma generalizada.
O estilo perpendicular começou a emergir em 1350. Harvey (1978) coloca o primeiro exemplo de um estilo perpendicular completamente formado, a sala do capítulo da Antiga Catedral de São Paulo, construída por William Ramsey em 1332. Desenvolveu-se a partir do estilo decorativo no século XIII e início do século XIV, e perdurou até meados do século XVI. Ele começou com arquitetos reais, William Ramsey e John Sponlee, e totalmente desenvolvido nas obras prolíficas de Henry Yevele e William Wynford.
A introdução das linhas perpendiculares foi uma reação em sentido contrário aos decorativos. O estilo surgiu na sombra da peste negra, que matou cerca de um terço da população inglesa em 18 meses, entre junho de 1348 e dezembro de 1349 e voltou em 1361-62 para matar outro quinto. Isto teve um grande efeito sobre as artes e a cultura, que tomaram uma direção decididamente mórbida e pessimista. Pode-se argumentar que a arquitetura perpendicular revela uma população afetada pelo choque esmagador e tristeza, concentrando-se na morte e o desespero, e não é mais capaz de justificar o antigo esplendor ou júbilo presente no estilo decorativo. O estilo foi afetado pela escassez de trabalho causada pela peste, como arquitetos projetando menos para poder construir.

### Exemplos notáveis
Alguns dos primeiros exemplos do período perpendicular, datam de 1360, são encontrados na Catedral de Gloucester, onde os maçons da catedral pareciam estar muito à frente de outras cidades; o claustro é particularmente conhecido. Adições perpendiculares e as reparações podem ser encontradas em pequenas igrejas e capelas por toda a Inglaterra, de um nível comum de capacidade técnica que falta a decoração anterior em seus sítios, de modo que podem ser utilizados para arqueólogos em busca de evidências dos efeitos sociais das pragas.
Notáveis exemplos tardios incluem Abadia Bath (1501 – 1537, embora fortemente restaurada na década de 1860), Henry VII Lady Chapel, na Abadia de Westminster (1503-1519), e as torres na Igreja de Santo Giles, Wrexham, e a Igreja de Santa Maria Madalena, Taunton (1503-1508).
O estilo perpendicular foi menos frequentemente utilizado no Revival Gótico do que o estilo decorado, mas grandes exemplos de reconstrução incluem o Palácio de Westminster (as Salas do Parlamento), o prédio da Universidade de Bristol, Wills Memorial Building (1915-25), e a Igreja de Santo André, em Sydney.